# Costituzione della Kampuchea Democratica
Immediatamente dopo la rivoluzione, i Khmer rossi non attribuirono un nome al nuovo Stato. Solo dopo l'entrata in vigore della Costituzione della Kampuchea Democratica, il 5 gennaio 1976, il Paese ebbe un nome ufficiale ("Kampuchea" era l'antica denominazione della Cambogia).
Dopo tre mesi, il 4 aprile, Khieu Samphan sostituì Penn Nouth come Primo Ministro (fino alla nomina di Pol Pot il 13 maggio dello stesso anno), mentre l'11 aprile sostituì Norodom Sihanouk (che si dimise il 20 marzo, in seguito alla morte di Zhou Enlai e a insanabili contrasti con la dirigenza del Partito Comunista di Kampuchea) come Capo dello Stato. L'ex-sovrano, ormai conscio dei metodi del regime, implorò il Comitato Centrale di non ucciderlo, così, dal 2 aprile, fu di fatto posto agli arresti domiciliari nel palazzo reale per i successivi tre anni e mezzo.
Khieu Samphan ha descritto la Costituzione come "non il risultato di una ricerca sui documenti stranieri, né [...] il frutto di qualunque ricerca degli eruditi. In effetti il popolo - operai, contadini e Esercito Rivoluzionario - ha scritto la Costituzione con le proprie mani.".
La Carta Costituzionale era un breve documento composto di 16 capitoli e 21 articoli che hanno definito il carattere dello Stato: gli obiettivi della politica economica, sociale, culturale ed estera.
I diritti e di doveri dell'individuo erano definiti brevemente nell'articolo 12. Non era inclusa nessuna delle comuni garanzie dei diritti politici e umani, tranne il proclama "gli uomini e le donne sono sotto tutti gli aspetti uguali". Veniva dichiarato che "tutti gli operai e tutti i contadini sono padroni delle loro fabbriche e dei loro campi". L'esplicita asserzione secondo cui "non c'è assolutamente disoccupazione nella Kampuchea Democratica" lasciava velatamente intuire il massiccio utilizzo del lavoro forzato nel Paese.
I principi della Kampuchea Democratica riguardo alla politica estera erano definiti nell'articolo 21 (il più lungo) in termini di indipendenza, pace nel mondo, neutralità e strategia del non-allineamento. Veniva inoltre affermato il supporto alla lotta anti-imperialista del Terzo Mondo. Tuttavia, alla luce dei continui atteggiamenti aggressivi del regime contro il Vietnam, la Thailandia e il Laos durante il 1977 e il 1979, la promessa di "amicizia verso tutti i paesi confinanti" è anch'essa, come molti altri dettami costituzionali, rimasta lettera morta.
Le istituzioni governative venivano descritte molto sommariamente. Il potere legislativo era attribuito all'Assemblea Rappresentativa del Popolo Kampucheano (ARPK), un organismo di 250 membri "che rappresentano gli operai, i contadini, gli altri lavoratori e l'Esercito rivoluzionario della Kampuchea". Centocinquanta seggi nell'Assemblea venivano assegnati ai rappresentanti agricoli, cinquanta agli "yotear" (i soldati dell'Esercito Rivoluzionario), infine altri cinquanta ad operai e altri. La legislatura durava cinque anni e veniva eletta a suffragio universale. Le prime e uniche elezioni nella Kampuchea Democratica (nelle quali Pol Pot sarebbe stato apparentemente eletto come un qualunque altro deputato dai contadini delle piantagioni di alberi della gomma) sono state tenute il 20 marzo 1976. Alla cosiddetta "Nuova Gente" non è stato permesso, stando ai dati in possesso, di partecipare. Lo stesso Pol Pot precisò molti anni dopo che tali consultazioni furono realizzate solo per mostrare alla comunità internazionale che il regime era aperto alla democrazia.
Il ramo esecutivo del governo veniva scelto dall'ARPC. Esso prendeva il nome di "Praesidium" e aveva il compito di "rappresentare lo Stato della Kampuchea Democratica sia all'interno che all'esterno del Paese". Tale organismo veniva eletto ogni 5 anni e il suo presidente era anche Capo dello Stato. Khieu Samphan fu la prima e ultima persona ad rivestire tale carica, di cui era stato insignito nel 1976, dopo la destituzione di Norodom Sihanouk.
Il sistema giudiziario era composto di Corti del Popolo; i giudici, come il Praesidium, erano nominati dall'ARPC. La Costituzione non accennava all'istituzione di enti pubblici territoriali o regionali. Tuttavia va precisato che non si ha la certezza che la versione della Costituzione pervenuta all'opinione pubblica dopo la caduta del regime sia autentica (e che in ogni caso il popolo cambogiano in generale potesse farvi un qualche concreto riferimento all'epoca del regime), né che delle succitate elezioni i vertici di Partito abbiano realmente tenuto conto. La gestione del potere dei Khmer rossi, infatti, prescindeva molto spesso dall'uso di documenti scritti, ed è comunque verosimile supporre che molti di quelli un tempo esistenti siano andati perduti.